# ナチスプロイテーション

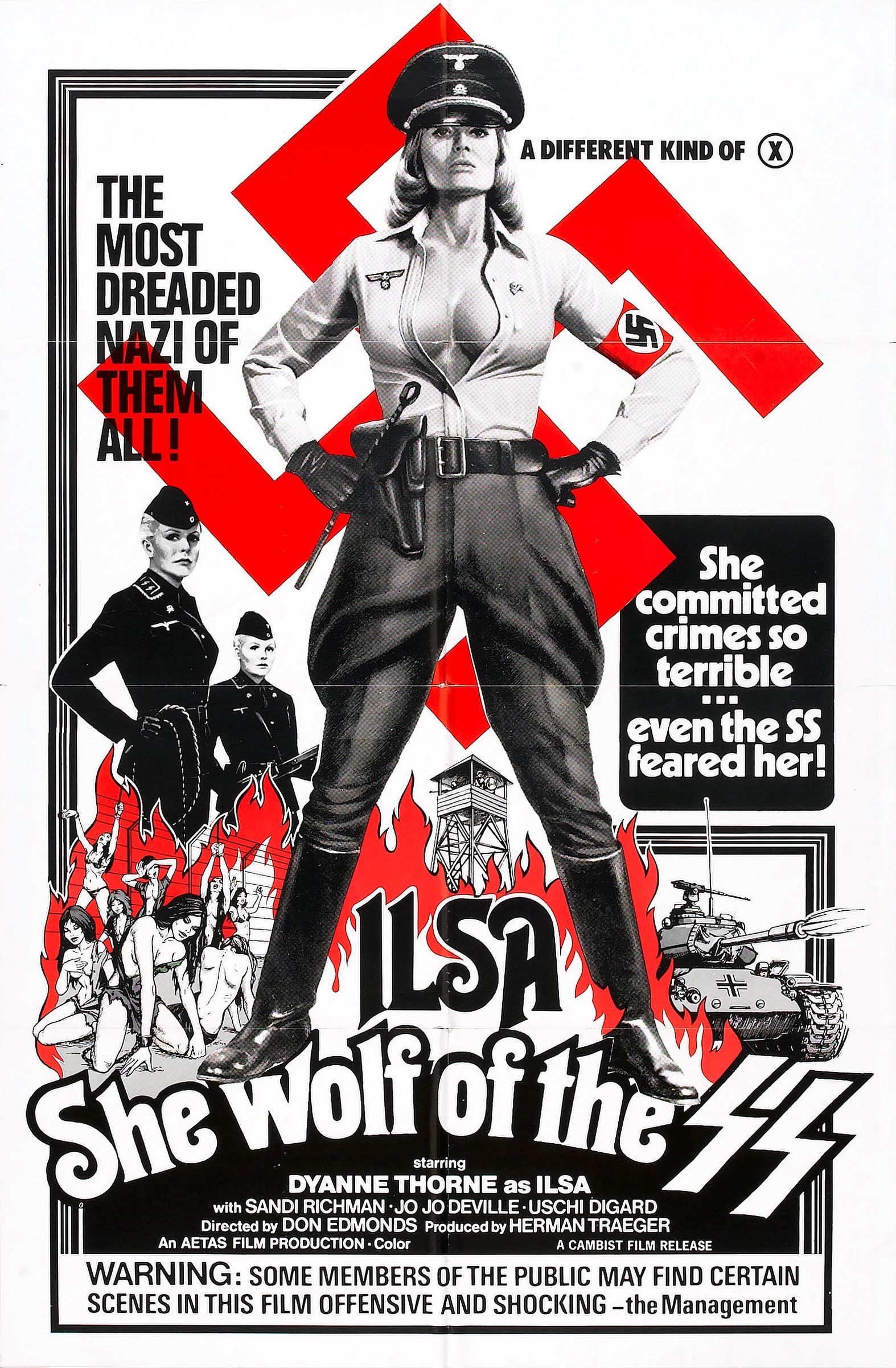
典型的な「ナチスプロイテーション」と見なされている『イルザ ナチ女収容所 悪魔の生体実験』

ナチスプロイテーション、またはナチス・エクスプロイテーション（Nazisploitation / Nazi exploitation）は、第二次世界大戦中に収容所や刑務所で性犯罪を犯すナチスの獄吏を描いたエクスプロイテーション映画及びセクスプロイテーション映画のサブジャンル。ほとんどが女囚映画に準じ、舞台が強制収容所、絶滅収容所、ナチスの軍用売春宿に移り、サディズム、流血、腐敗をさらに強調している。ジャンルの基本的フォーマットを決定付けた最も悪名高く、影響力のあった作品は、カナダ製作の『イルザ ナチ女収容所 悪魔の生体実験』（1974年）である。その空前の成功と続編により、ヨーロッパの（主にイタリアの）映画製作者は、数十の類似映画を製作するに至った。イルザシリーズは収益性があったが他の映画はほとんどが赤字に終わり、ジャンルは1980年代半ばまでにほとんど消滅した。
イタリアでは、これらの映画はリリアーナ・カヴァーニの『愛の嵐』（1974年）、ピエル・パオロ・パゾリーニの『ソドムの市』（1975年）、ティント・ブラスの『サロン・キティ』（1976年）などのアート映画に触発された「il sadiconazista」の一部として知られていた。このジャンルの著名な監督には、『女囚ファイル・獣人地獄!ナチ女収容所』（1977年）のパオロ・ソルヴェイ（ルイジ・バッツェラ）、『ゲシュタポナチ収容所』（1977年）のチェザーレ・カネヴァリ、『ナチ第3帝国/悪魔の拷問列車』（1977年）のアラン・パイエなどがいる。

## 歴史
イタリアの監督たちは、性的イメージとナチスを組み合わせた映画を開拓した。早くも1945年にロベルト・ロッセリーニの『無防備都市』に萌芽を見い出すことが出来る。ロッセリーニのもう一つの映画『ドイツ零年』（1948年）では、ナチズムを同性愛と小児性愛に結びつけている。ルキノ・ヴィスコンティが監督した、第三帝国におけるドイツの実業家一家の興亡を描いて物議を醸したアート映画『地獄に堕ちた勇者ども』（1969年）も、このジャンルに大きな影響を与えた。同作は同性愛者の乱交、女装ショー、少女レイプ、近親相姦を描写している。
性的なテーマとナチズムを組み合わせた他の初期の例としては、西ドイツのヘルムート・コイトナーの『悪魔の将軍』、ヴェルナー・クリングラーの『第三帝国の野望』（Lebensborn、1961年）などがある。ロジェ・ヴァディム監督のフランスのアート映画『悪徳の栄え』（1963年）は、ナチスが占領したフランスを舞台としたマルキ・ド・サドの『美徳の不幸』の焼き直しであり、原作小説の露骨な性的堕落を、繊細で風刺的な表現でほのめかしている。
高い評価を受けた1964年の映画『質屋』には、強制収容所の売春宿にいるヌードの女性のフラッシュバックがある。イタリアのジャッロスリラー『Nelle pieghe della carne』（1970年）にも同様にフラッシュバックのシーンがあり、非現実的な魅惑的なヌードの女性がナチスのガス室に送り込まれている。しかし、ナチスの収容所を本格的に描いた最初のセクスプロイテーション映画は『ラブ・キャンプ7』（1969年）であった。この映画は、最初にロジャー・コーマンの 『残酷女刑務所』（1971年）によって周知された、女囚映画の先駆けと見なすこともできる。
『ラブ・キャンプ7』は、その後に続いた多くの類似映画の様式を確立した。この物語は、当時の通俗的な男性向けパルプ・マガジンに類似している。ユダヤ人の科学者を救うために、2人の女性エージェントがドイツ人将校の性奴隷として囚人が収容されているナチスの慰安所に潜入する。ブーツを舐めさせられる屈辱、鞭打ち、拷問、レズビアン、近親強姦のシーンがあり、暴力的で血まみれの脱出劇に至る。類型的なキャラとして、冷酷で邪悪な司令官、レズビアンの医師、囚人を思うまま虐待するサディスティックな看守、捕虜の女性を助けようとする同情的なドイツ人などが登場する。

### イルザの影響
映画プロデューサーのデイヴィッド・F・フリードマンは、『ラブ・キャンプ7』の製作に名を連ね自身もちょい役で出演し、1974年に『イルザ ナチ女収容所 悪魔の生体実験』をプロデュースした。しかし彼はナチスプロイテーションの仕掛け人と言う訳ではなく、監督のドン・エドマンズによれば『ラブ・キャンプ7』の成功に目を付けたカナダの映画製作会社がフリードマンとエドマンズを雇っただけという事である。『イルザ』は、収容所の司令官がダイアン・ソーン演じるセクシーで、性欲過多で、巨乳で、頻繁に裸になる女性である点が特徴的であった。セックスの合間に、イルザはアウシュビッツにおけるヨーゼフ・メンゲレの悪名高いナチス・ドイツの人体実験と同様、男女の受刑者に恐ろしい生体実験を受けさせる。低体温と圧力室での耐久の実験などは史実に基づいたものであったが、それ以外は純粋なファンタジーであった。例えば女性は男性よりも苦痛に耐えられるという彼女の理論を証明するため、イルザは男女の囚人を死ぬまで鞭打つ。
イルザのキャラクターは「ブーヘンヴァルトの魔女」の異名で知られる、ブーヘンヴァルト強制収容所所長の妻イルゼ・コッホを下敷きにしている。コッホは囚人との乱交で知られ、人間の皮膚から作られたランプシェードを所持していると噂されていた。
『イルザ』には、サディズム、退廃、鞭打ち、性的隷属、生々しい拷問、イルザが射殺される流血のフィナーレ、収容所の炎上、と言う基本的な要素が含まれている。収容所の炎上は、予算を抑えるために以前戦争ドラマに使用された収容所のセットを解体を条件に借りた副産物である。映画はドライブイン・シアターとグラインドハウス巡演で脅威的なヒット作となった。イルザは元々のナチスの設定を無視し、ハーレムの監視人として『イルザ アラブ女収容所/悪魔のハーレム』（1976年）、シベリア収容所の女所長として『イルザ シベリア女収容所/悪魔のリンチ集団』（1977年）、南米の診療所の所長として『女体調教人グレタ』（1977年）と、女囚ジャンルに近い3本の続編で蘇った。

### イタリアとフランスのナチス映画
当時、ヨーロッパの映画製作者たちも、イルザ型の悪役たちと共に独自の毒々しいナチス映画を製作していた。1977年、マリサ・ロンゴは『ゲシュタポナチ女囚拷問/暗黒の大脱走』でサディスティックな女性収容所の女所長を演じた。同年、ロンゴはナチの軍用売春列車を管理するSM趣味の元娼婦エルザとして（『サロン・キティ』にインスパイアされた）『地獄行最終便・ゲシュタポ超特急』にも出演した。
このジャンルで最も悪名高い映画の1つに、1977年にイタリアで製作された『女囚ファイル 獣人地獄!ナチ女収容所』がある。ドイツの女優マッカ・マゴールは、セクシーではあるが徹底的に邪悪で冷淡なブロンドのナチ党員エレン・クラッチ博士を演じた。この映画は拷問、残虐行為、生々しいレイプシーンが豊富で、当初はイギリスで上映を禁止されていた。やや穏便に編集されたものがアメリカで『SS Experiment Camp 2』として公開された。マゴールは他にもナチスの売春宿を舞台にした『ナチ(秘)女体飼育館・ゲシュタポ慰安部隊』（1977年）に出演している。
1976年の映画には、ソフトコアセックスシーンと親衛隊将校の去勢を描いた、セルジオ・ガローネの『ナチ第三帝国/残酷女収容所』がある。ルイジ・バッツェラの2番作目のナチス映画である『女囚ファイル 獣人地獄!ナチ女収容所』は、イルザのようなナチスの科学者によって作成された性的に狂ったミュータントが呼び物であった。ブルーノ・マッティ監督の『ナチ(秘)女体飼育館・ゲシュタポ慰安部隊』は、『サロン・キティ』のあからさまな模倣であった。マッテイはロレーヌ・ド・セル主演の『Woman's Camp 119』も撮った。この映画は実在の記録に基づき、囚人に対して行われた恐ろしい生体実験を描いている。『悪魔のホロコースト』はジョン・スタイナーがユダヤ人女性への愛欲で精力を浪費する、セックスに狂った親衛隊指揮官として主演した。ルイジ・バッツェラの『(秘)ナチス残酷物語/アフリカ拷問収容所』（Achtung! The Desert Tigers）は砂漠の収容所の拷問シーンの多くでストックフッテージ・シーンを織り交ぜている。
1977年には、収容所所長と囚人の恋愛を描いた『ゲシュタポナチ収容所』が公開された。『ナチ女収容所/続・悪魔の生体実験』（SS Camp 5: Women’s Hell）は『ナチ第三帝国/残酷女収容所』の姉妹作で、同じキャストとクルーが起用されている。『ゲシュタポ－背徳の嵐－』は、ナチ親衛隊員が城で女性を虐待するソフトコア・セックス映画である。主演のシルパ・レインが売春宿に拉致されたユダヤ人の少女を演じた『ナチ(秘)女収容所/ゲシュタポ・ハーレム』は、ハードコアセックスシーンと脚本を著名なジャンフランコ・クレリチが書いたことで有名である。
このジャンルは10年で自然消滅した。

### ナチスポルノ
成人映画も、1970年代から1980年代初頭にかけてサド・マゾヒスティックな「ラフイー」ポルノ映画作品群でナチスのシナリオを採用した。例としてミッチェル・ブラザースの『Hot Nazis, Hitler's Harlot』（1973年）、1980年のジョン・ホームズとセカが主演した『Nazi Love Island』がある。ジャンルの最後期作の1つである『Stalag 69』（1982年）では、主演のアンジェリーク・ペティジョンがイルザタイプの親衛隊将校を演じている。ストーリーは主に『ラブ・キャンプ7』のリメイクで、時代を逆行している。このジャンルはその後20年間、ほぼ休眠状態であった。2005年、ハンガリーのSM映画スタジオ、ムード・ピクチャーズは『Dr. Mengele』を、2006年に『Gestapo』、『Gestapo 2』を公開した。これらはナチスの強制収容所を舞台とし、『イルザ』とイタリアのエクスプロイテーション映画に敬意を表している。

### 近年
2007年、ロバート・ロドリゲスとクエンティン・タランティーノのエクスプロイテーション映画へのオマージュ『グラインドハウス』の一部として、ロブ・ゾンビ監督は、ニコラス・ケイジとウド・キアが主演する『ナチ親衛隊の狼女』（Werewolf Women of the SS）と言う架空の映画の予告編を制作した。ゾンビによれば「基本的に2つのアイデアがありました。ナチス映画か女囚映画のどちらでいくかという。結局ナチス映画路線でいきました。そこには『イルザ ナチ女収容所 悪魔の生体実験』『地獄行最終便・ゲシュタポ超特急』『ラブ・キャンプ7』のような映画があり、最も奇怪なジャンルであると気付きました」。2007年12月18日、ゾンビは自身のMyspaceページでフルバージョンの『ナチ親衛隊の狼女』を見たいか尋ねた。『アイアン・スカイ』と『ナチス・イン・センター・オブ・ジ・アース 』（いずれも2012年公開）も同様の傾向にある。

## 主題
ナチスプロイテーション映画のほとんどは『Women's Camp 119』のように、若い女性受刑者たちのいる捕虜収容所を舞台にしている。拷問者は親衛隊の制服を着た女性か男性のナチス将校であり、偽のドイツ語風アクセントで無関係か発音を誤ったドイツ語で話す。彼らの多くは（ヨーゼフ・メンゲレのような、しばしば死に至る生体実験を行なった実在の人物に倣って）サディスティックな身体的暴力の根拠として「実験」と称する。性行為、または更に日常的なシーンで犠牲となった受刑者の裸体を露出させている。これらの映画で描かれている暴力シーンは、流血映画レベルに達することが度々ある。
このジャンルの映画の大部分は女性の親衛隊将校にフォーカスを当てていた。彼女たちは男性の囚人をも性的に虐待する、ダイアン・ソーン演じるイルザのような性欲旺盛で豊満な女性として描写された。舞台が強制収容所ではなく捕虜収容所であるため、囚人は主に連合軍の兵士でユダヤ人の民間人ではない。
ジョゼ・ベナゼラフの『Bordel SS』（1978年、ハードコアセックスと疑われるシーンを持つ数少ないナチスプロイテーション映画の1つ）や、ティント・ブラスの『サロン・キティ』など、ナチスプロイテーションの慣習に従わない映画も数多くある。これらの映画は「典型的な」ナチスプロイテーション映画とは見なされず「アート映画」のサブジャンルとされる。ただし、あいまいな用語であるため、搾取の動機を持たないリリアーナ・カヴァーニの映画『愛の嵐』（1974年）でさえ、そのような映画の1つと見なされる場合がある。
ローラ・フロストの著書 『Sex Drives: Fantasies of Fascism in Literary Modernism』（2002年、ISBN 978-0801487644）は、このジャンルは政治的逸脱（ファシズム、軍国主義、ジェノサイドなど）と性的逸脱（サドマゾヒズム、ホモセクシュアリティ、服装倒錯、小児性愛など）を結びつける問題提起の試みの一つであると述べている。

## イギリスでの法的地位
1980年代初頭、ナチスプロイテーション映画がイギリスの市場に登場し、VHSホームビデオの普及によって人気を博した。主だったハリウッド・スタジオが新しいフォーマットに対応していなかったため、棚をテープで埋めるために小規模な国内企業に頼っていた。イングランドの中小企業「GO Video」が、イタリア映画『ナチ第三帝国/残酷女収容所』の権利を購入した。同社はマーケティングキャンペーンとして、カギ十字型に足首と手首から吊り下げられた裸の女性と背景に浮かぶ親衛隊司令官を描写したフルページ広告を掲載した。ビデオレンタル店で映画の広告は抗議の的になり、抗議者は店でピケを張り映画の発売禁止を請願した。1984年のビデオ録画法施行後、（「ナチスの暴力的ビデオ」という注意喚起ラベルが付いた）ほとんどのナチスプロイテーション映画は全英映像等級審査機構から分類を拒否された。以下のナチスプロイテーション映画は棚から取り除かれた。
- 『ナチ第三帝国/残酷女収容所（英語版）』
- 『女囚ファイル・獣人地獄!ナチ女収容所（英語版）』
- 『ゲシュタポナチ収容所（英語版）』
- 『ラブ・キャンプ7』
- 『悪魔のホロコースト（英語版）』

後に、上記の映画のうち『ナチ第三帝国/残酷女収容所』のみがイギリスで鑑賞可能になった。

## イスラエル文学
イスラエルの1960年代の「Stalag fiction」（捕虜収容所小説）は、このジャンルのユニークな特徴に焦点を当てた物語を収めたポケットブックであった。この現象は、1961年のアイヒマン裁判と並行して始まった。数十万部がキオスクで販売されたため、これらのポルノ本の販売数はイスラエルのすべての記録を更新した。それらはアウシュヴィッツの「慰安所」（24ブロック）で売春を強要されたユダヤ人少女の体験談（信憑性に関しては議論されている）であるカ・ツェトニック 135633の『ダニエラの日記』に触発されている。